# ND Triglav Kranj
ND Triglav Kranj egy szlovén labdarúgócsapat, melynek székhelye Kranjban található, Szlovéniában. Jelenleg a szlovén labdarúgó-bajnokság első osztályában szerepel.

## Stadion
Hazai mérkőzéseit a szintén Kranjban található Stanko Mlakar Stadionban játssza. A stadionban 2077 ülőhely található. 

## Híresebb játékosok
- Zan Benedičič
- Aljaž Cotman
- Josip Iličić
- Jalen Pokorn

## Külső hivatkozások
- (hivatalos honlap)